# Assedio di Buda (1684)

## Antefatti
Dopo il fallimento dell'assedio ottomano di Vienna del 1683, che mutò le sorti della
quinta guerra austro-turca, ebbe inizio una controffensiva imperiale per la riconquista dell'Ungheria, a seguito della quale la capitale ungherese Buda poté essere liberata dall'occupazione ottomana.

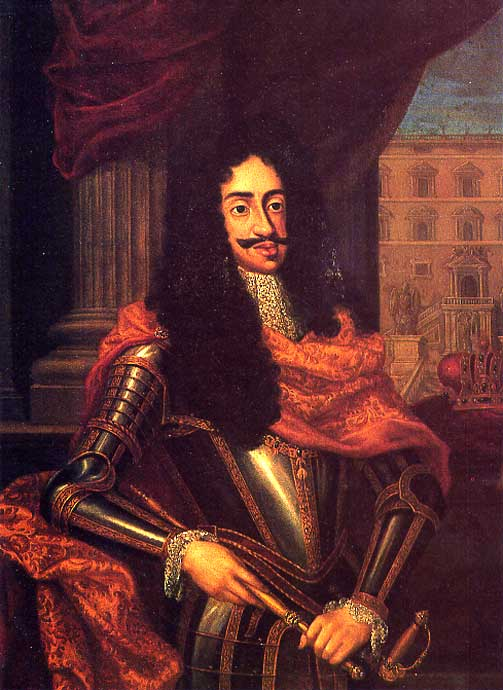
L'imperatore Leopoldo I

Già nel 1541 Buda era stata occupata dai turchi di Solimano il Magnifico e dovette soggiacere al dominio turco per ben 145 anni.
Con l'aiuto di Papa Innocenzo XI il 5 marzo 1684 fu stipulato il patto della Lega Santa contro gli ottomani. Il re di Polonia, Giovanni III Sobieski, l'imperatore Leopoldo I e la Repubblica di Venezia stipularono così un accordo il cui scopo esclusivo era la lotta contro i turchi: il primo obiettivo fu la liberazione di Buda.

## La marcia verso Buda
Un esercito di circa 38000 uomini al comando del duca di Lorena, Carlo V nella primavera del 1684 si mise in marcia per raggiungere e liberare dal dominio ottomano la capitale ungherese.
Dopo che l'armata principale il 13 giugno aveva attraversato presso Esztergom il Danubio, l'avanguardia dell'esercito imperiale, comandata dal conte Massimiliano Lorenzo di Starhemberg e dal generale di cavalleria margravio di Baden-Baden, Luigi Guglielmo, comparve il 15 giugno dinnanzi a Visegrád ed il giorno successivo la città di Grad fu conquistata d'assalto dalle truppe imperiali nonostante le sue poderose mura, dopo che una delle porte era stata distrutta a cannonate. Gran parte delle truppe ottomane a difesa della città fu uccisa e la città saccheggiata. Solo una minima parte dei soldati turchi riuscì a rifugiarsi nel castello sulla rupe che sovrasta la città ma dopo un assedio di un giorno e mezzo anche questo manipolo ottomano capitolò.
Il 27 giugno l'esercito imperiale incontrò presso Vác una armata turca forte di circa 17000 uomini. Nonostante che i turchi avessero fortificato una posizione loro favorevole, il duca di Lorena aprì la battaglia con il fuoco dell'artiglieria.
Il centro dello schieramento imperiale era condotto dal conte Massimiliano Lorenzo di Starhemberg e dopo un breve combattimento le truppe turche furono sconfitte. Perfino Vác cadde nello stesso giorno nelle mani degli imperiali.

## L'assedio

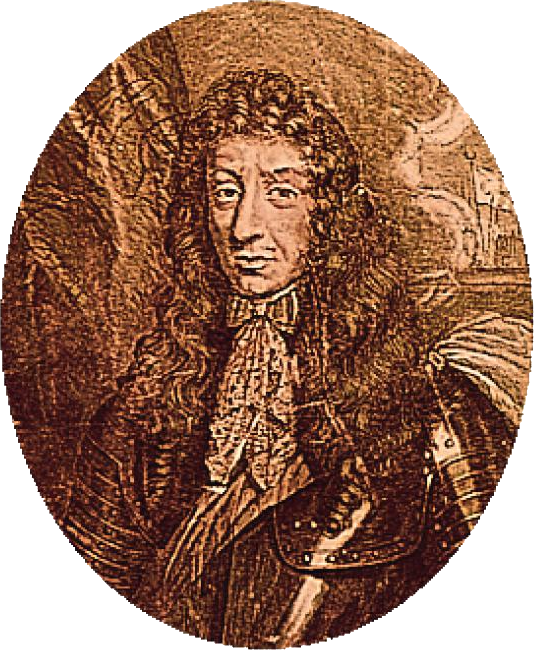
Il conte Ernst Rüdiger von Starhemberg

Il 30 giugno l'armata imperiale principale entrò nella città di Pest, che poco prima era stata incendiata dai turchi. Dopo che l'armata di Vác aveva riattraversato il Danubio, iniziò, con 34000 uomini l'assedio di Buda, che era difesa da circa 10000 turchi con 200 bocche da fuoco, sottoponendo la fortezza a cannoneggiamento. Incaricato di condurre l'assedio fu il conte feldmaresciallo Ernst Rüdiger von Starhemberg. Il 19 luglio le truppe imperiali riuscirono a prendere la parte bassa della città ma poiché le truppe disponibili al momento per occuparla erano poche, Ernst Rüdiger fece appiccare fuoco alle case. Tutti gli attacchi condotti in luglio da Ernst Rüdiger e Massimiliano Lorenzo furono respinti dai difensori. All'inizio di settembre il numero dei soldati in grado di combattere era sceso da 34000 a 12000 ed inoltre il morale degli assedianti non era il migliore. Solo l'11 settembre, allorché un altro corpo d'armata imperiale giunse in aiuto agli assedianti, questi acquistarono nuovo slancio
Ma il 22 settembre giunse anche un esercito turco di rinforzo agli assediati, che a sua volta passò all'attacco. Questo poté sì essere respinto dagli imperiali, ma l'armata turca di soccorso non poté essere decisamente sconfitta.

## La rinuncia
Le continue azioni di disturbo da parte dell'esercito di soccorso turco e le frequenti sortite degli assediati logorarono infine gli assedianti ed inoltre il feldmaresciallo Ernst Rüdiger, sofferente di gotta, dovette essere sostituito. Per tutti questi motivi e per il sopraggiunto cattivo tempo del mese di ottobre, si decise di soprassedere all'assedio e dopo 109 giorni l'armata imperiale si ritirò. Le sortite nemiche, la dissenteria e le epidemie di febbre, gli errori tattici stessi assottigliarono di oltre la metà la forza combattente dell'esercito imperiale. Gli alleati cristiani dopo questa fallita impresa lamentarono perdite di circa 23000 uomini. Ironia della sorte: dell'insuccesso dell'assedio di Buda fu incolpato l'unico che fin dall'inizio era contrario a questa impresa: il feldmaresciallo Ernst Rüdiger von Starhemberg.
Buda verrà comunque strappata all'Impero ottomano due anni dopo (vedi: assedio di Buda del 1686).